# Tereh István
Tereh István (Budapest, 1958. február 7. –) magyar menedzser, producer. Solaris,  Első Emelet , Step, és Napoleon Boulevard együttesek menedzsere, tagja, zenei producer.

## Tanulmányok, végzettség
- Public Relations szakirányú, kommunikációs szakember – Kodolányi János Főiskola (2000)

## Munkahelyek, beosztások
- Zenekarvezető – menedzser 1980-1982 – Solaris együttes
- Zenekarvezető – tag, menedzser 1982-1986 – Első Emelet együttes
- Zenekarvezető – menedzser 1987-1988 – Step együttes
- Zenekarvezető – menedzser 1988-1990 – Napoleon Boulevard együttes
- Menedzser – 1990-1991 – Vincze Lilla
- Külsős újságíró, szerkesztő – 1982-1986 – Pesti Műsor
- Műsorszervező, koncert és turné menedzser – 1983-1985 -
- Magyar Média Műsoriroda
- Ifjúsági Rendező Iroda
- Idegenforgalmi Propaganda és Kiadó Vállalat
- Szerkesztő, társtulajdonos – 1990 – Voila divat magazin
- Szerkesztő – producer 1991 – TVE 1 spanyol tv-csatorna
- Magyarországról készített 1 órás zenés, dokumentumfilm
- Ügyvezető igazgató, társtulajdonos – 1991-től napjainkig – Solaris hang- és kép reklámstúdió
- Igazgató, főszerkesztő, műsorvezető – 1995-1996 – Melody FM 96.4 rádió, Budapest
- Igazgató, főszerkesztő, műsorvezető – 1996-1998 – Duna Rádió 91.1, Szentendre

## Külföldi fellépések
- Solaris – Csehszlovákia, USA, Brazília, Mexikó
- Első Emelet – Jugoszlávia, NDK, Svájc